# Willy Planckaert
Willy Planckaert (ur. 5 kwietnia 1944 w Nevele) – belgijski kolarz szosowy, srebrny medalista mistrzostw świata.

## Kariera
Jedyny medal na dużej międzynarodowej imprezie Willy Planckaert zdobył w 1964 roku, kiedy zajął drugie miejsce w wyścigu ze startu wspólnego amatorów na mistrzostwach świata w Sallanches. W zawodach tych wyprzedził go jedynie jego rodak Eddy Merckx, a trzecie miejsce zajął Szwed Gösta Pettersson. Profesjonalną karierę rozpoczął w 1965 roku, startując wówczas w ekipie Flandria-Romeo. Jego największym zawodowym sukcesem w karierze było wygranie klasyfikacji punktowej Tour de France w 1966 roku. Wygrał ponadto Grand Prix Pino Cerami w 1967 roku, Omloop van het Houtland i Omloop van de Vlaamse Scheldeboorden w 1974 roku, Dwars door Vlaanderen w 1976 roku oraz Étoile de Bessèges w 1977 roku. Nigdy nie wystąpił na igrzyskach olimpijskich. Karierę zakończył w 1988 roku. Do tego czasu wygrał 79 etapów w tym 5 etapów w tzw. "Wielkich Tourach" (2 w Tour de France oraz 3 w Giro d'Italia).
Jego dwaj bracia: Eddy i Walter, a także syn, Jo również byli kolarzami szosowymi.

## Sukcesy
- Zwycięstwo w klasyfikacji punktowej Tour de France 1966
- wgranie etapów 4 oraz 8 w Tour de France 1966
- wygranie etapów 5, 9 oraz 22 na Giro d'Italia 1967